# Hudson (Floride)
Pour les articles homonymes, voir Hudson.
Hudson est une census-designated place située dans le comté de Pasco, dans l’État de Floride, aux États-Unis.
Sa population s’élevait à 20 301 habitants en 2014.

## Démographie
| 2000   | 2010   | - | - | - | - |
| ------ | ------ | - | - | - | - |
| 12 729 | 12 158 | - | - | - | - |